# Volvo Ocean Race

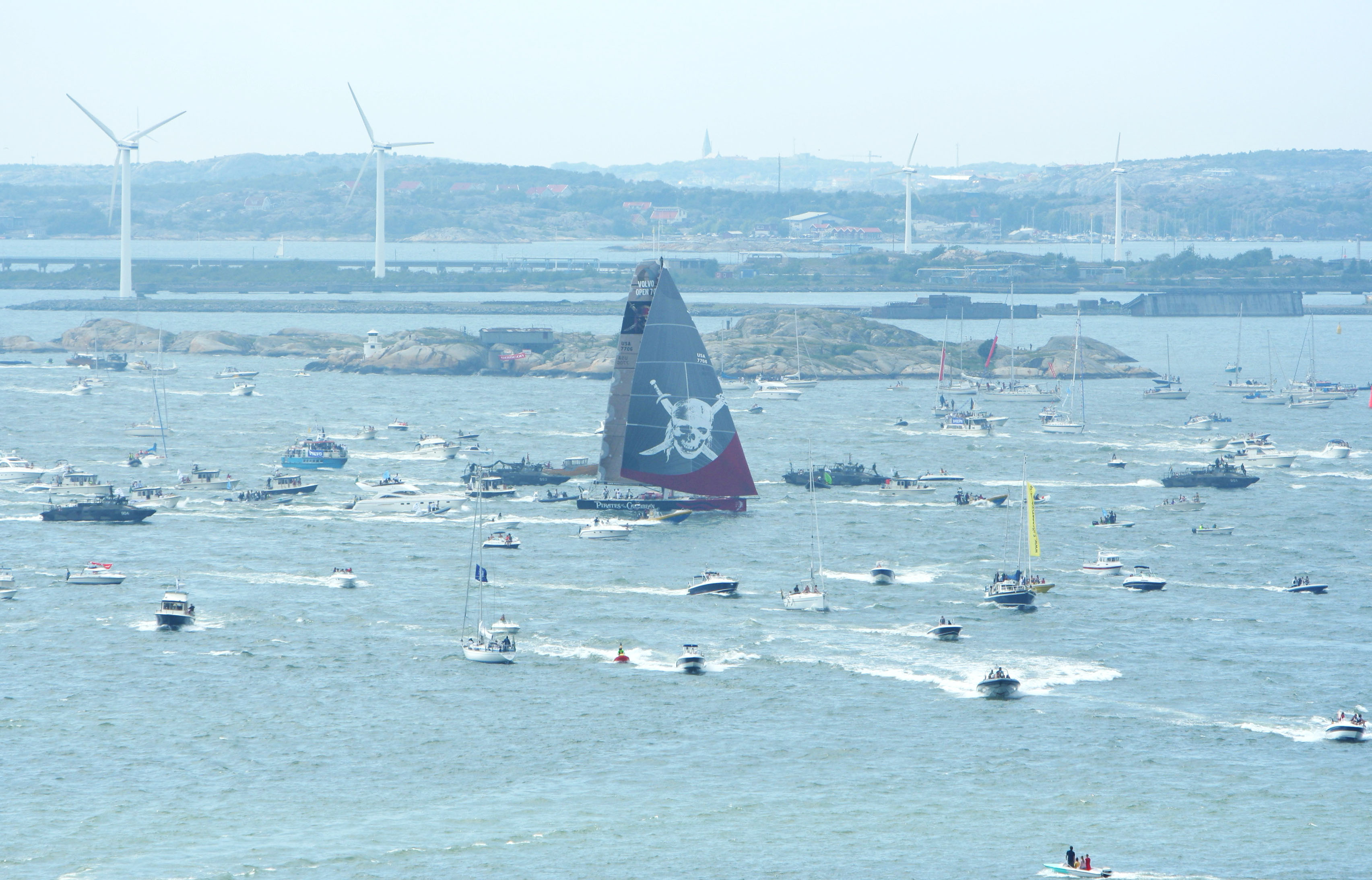
"Pirates of the Caribbean" entrant al port de Goteborg al final de la darrera etapa de la Volvo Ocean Race 2005/2006.

La Volvo Ocean Race (antigament coneguda com a Whitbread Round the World Race) és una cursa de vela al voltant del món, que es disputa cada quatre anys. El seu nom és deu al seu patrocinador, l'empresa de cotxes Volvo. La cursa s'inicia, tradicionalment, a Anglaterra al mes de setembre.

## Història
El 1972, la companyia anglesa Whitbread i la British Royal Naval Sailing Association arribaren a un acord per crear una regata global al voltant del món, que rebé el nom de Whitbread Round the World Race. Les edicions disputades han estat:

### Whitbread 1973-1974
La primera cursa s'inicià a Portsmouth, Anglaterra el 8 de setembre de 1973. Disset vaixells de diverses mides hi van prendre part. Durant la cursa, tres mariners caigueren al mar i moriren: Paul Waterhouse, Dominique Guillet i Bernie Hosking.
| Etapa | Inici                      | Arribada                   | Vencedor etapa   | Patró        |
| ----- | -------------------------- | -------------------------- | ---------------- | ------------ |
| 1     | Portsmouth, Anglaterra     | Ciutat del Cap, Sud-àfrica | Great Britain II | Chay Blyth   |
| 2     | Ciutat del Cap, Sud-àfrica | Sydney, Austràlia          | Pen Duick VI     | Éric Tabarly |
| 3     | Sydney, Austràlia          | Rio de Janeiro, Brasil     | Great Britain II | Chay Blyth   |
| 4     | Rio de Janeiro, Brasil     | Portsmouth, Anglaterra     | Great Britain II | Chay Blyth   |

El més petit vaixell mexicà Sayula II, capitanejat per Ramon Carlin, fou el vencedor final de la competició amb un temps compensat de 133 dies 13 hores; temps real 152 dies . En temps compensat també hauria guanyat la segona etapa.

### Whitbread 1977-1978
El 27 d'agost de 1977, 15 iots salparen de Southampton sota un fort vent i pluja en l'inici de la segona edició de la competició.
| Etapa | Inici                      | Arribada                   | Vencedor temps real | Vencedor temps compensat |
| ----- | -------------------------- | -------------------------- | ------------------- | ------------------------ |
| 1     | Southampton, Anglaterra    | Ciutat del Cap, Sud-àfrica | Flyer               | Flyer                    |
| 2     | Ciutat del Cap, Sud-àfrica | Auckland, Nova Zelanda     | Heath's Condor      | 33 Export                |
| 3     | Auckland, Nova Zelanda     | Rio de Janeiro, Brasil     | Great Britain II    | Gauloise II              |
| 4     | Rio de Janeiro, Brasil     | Southampton, Anglaterra    | Heath's Condor      | Gauloise II              |

El Flyer, dissenyat per Sparkman & Stephens i capitanejat per Cornelius van Rietschoten fou el vencedor de la cursa. Tots 15 iots acabaren la cursa de 26.780 milles nàutiques (50.000 km) de recorregut.

### Whitbread 1981-1982
El 8 d'agost de 1981 29 iots sortiren de Southampton en la nova edició d'aquesta prova.
| Etapa | Inici                      | Arribada                   | Vencedor temps real | Vencedor temps compensat |
| ----- | -------------------------- | -------------------------- | ------------------- | ------------------------ |
| 1     | Southampton, Anglaterra    | Ciutat del Cap, Sud-àfrica | Flyer               | Kriter IX                |
| 2     | Ciutat del Cap, Sud-àfrica | Auckland, Nova Zelanda     | Flyer               | Ceramco NZ               |
| 3     | Auckland, Nova Zelanda     | Mar del Plata, Argentina   | Flyer               | Mor Bihan                |
| 4     | Mar del Plata, Argentina   | Portsmouth, Anglaterra     | Flyer               | Ceramco NZ               |

El Flyer, dissenyat per German Frers i capitanejat per Cornelius van Rietschoten, vencedor del 1977-1978, guanyà la cursa tant en temps real com compensat. Només 20 vaixells arribaren a la meta.

### Whitbread 1985-1986
El 28 de setembre de 1985 15 iots sortiren de Southampton en la nova edició d'aquesta prova.
| Etapa | Inici                      | Arribada                   | Vencedor temps real | Vencedor temps compensat |
| ----- | -------------------------- | -------------------------- | ------------------- | ------------------------ |
| 1     | Southampton, Anglaterra    | Ciutat del Cap, Sud-àfrica | UBS Switzerland     | L'Esprit d'Equipe        |
| 2     | Ciutat del Cap, Sud-àfrica | Auckland, Nova Zelanda     | Atlantic Privateer  | Philips Innovator        |
| 3     | Auckland, Nova Zelanda     | Punta del Este, Uruguai    | UBS Switzerland     | L'Esprit d'Equipe        |
| 4     | Punta del Este, Uruguai    | Portsmouth, Anglaterra     | UBS Switzerland     | L'Esprit d'Equipe        |

L'Esprit d'Equipe, capitanejat per Lionel Péan vencé la prova en temps compensat, amb 111 dies 23 hores. Phillips Innovator fou segon i Fazer Finland tercer. L'UBS Switzerland havia estat el primer en temps real, seguit del Lion New Zealand.

### Whitbread 1989-1990
Com és habitual, la cursa es disputà en diverses categories. Per primer cop, un vaixell format íntegrament per dones, el Maiden, capitanejat per Tracy Edwards participà en la prova, realitzant una bona prova. Un altre vaixell, el Creighton's Naturally sofrí greus problemes i dos dels seus tripulants van caure al mar, morint un d'ells.  Arxivat 2007-05-26 a Wayback Machine..
| Etapa | Inici                    | Arribada                      | Vencedor     | Patró            |
| ----- | ------------------------ | ----------------------------- | ------------ | ---------------- |
| 1     | Southampton, Anglaterra  | Punta del Este, Uruguai       | Steinlager 2 | Peter Blake (NZ) |
| 2     | Punta del Este, Uruguai  | Fremantle, Austràlia          | Steinlager 2 | Peter Blake (NZ) |
| 3     | Fremantle, Austràlia     | Auckland, Nova Zelanda        | Steinlager 2 | Peter Blake (NZ) |
| 4     | Auckland, Nova Zelanda   | Punta del Este, Uruguai       | Steinlager 2 | Peter Blake (NZ) |
| 5     | Punta del Este, Uruguai  | Fort Lauderdale, Estats Units | Steinlager 2 | Peter Blake (NZ) |
| 6     | Fort Lauderdale, Florida | Southampton, Anglaterra       | Steinlager 2 | Peter Blake (NZ) |

L'Steinlager 2 de Peter Blake guanyà la cursa fàcilment, vencedor, també, a totes les etapes. La classificació final fou:
| Posició | Vaixell         | País         | Patró                          | Temps      |
| ------- | --------------- | ------------ | ------------------------------ | ---------- |
| 1       | Steinlager 2    | Nova Zelanda | Peter Blake (NZ)               | 128 d 9 h  |
| 2       | Fisher & Paykel | Nova Zelanda | Grant Dalton (NZ)              | 129 d 21 h |
| 3       | Merit           | Suïssa       | Pierre Fehlmann (FR)           | 130 d 10 h |
| 4       | Rothmans        | Regne Unit   | Lawrie Smith (GB)              | 131 d 4 h  |
| 5       | The Card        | Suècia       | Roger Nillson/Ann Lippens (SW) | 135 d 7 h  |
| 18      | Maiden          | Regne Unit   | Tracy Edwards (GB)             | 167 d 3 h  |
| 21      | La Poste        | França       | Daniel Mallé (FR)              | 181 d 22 h |

### Whitbread 1993-1994
Per la cursa de l'edició 93-94 foren incloses noves categories, com la W60 o la Maxi i com és habitual s'aplicaren temps de correcció pels diferents handicaps.
| Etapa | Inici                         | Arribada                      | Vencedor        | Patró              |
| ----- | ----------------------------- | ----------------------------- | --------------- | ------------------ |
| 1     | Southampton, Anglaterra       | Punta del Este, Uruguai       | NZ Endeavour    | Grant Dalton (NZ)  |
| 2     | Punta del Este, Uruguai       | Fremantle, Austràlia          | Intrum Justitia | Lawrie Smith (GB)  |
| 3     | Fremantle, Austràlia          | Auckland, Nova Zelanda        | NZ Endeavour    | Grant Dalton (NZ)  |
| 4     | Auckland, Nova Zelanda        | Punta del Este, Uruguai       | NZ Endeavour    | Grant Dalton (NZ)  |
| 5     | Punta del Este, Uruguai       | Fort Lauderdale, Estats Units | Yamaha          | Ross Field (NZ)    |
| 6     | Fort Lauderdale, Estats Units | Southampton, Anglaterra       | Tokio           | Chris Dickson (NZ) |

La classificació final fou:
| Posició | Vaixell              | País              | Patró                                     | Classe | Temps        |
| ------- | -------------------- | ----------------- | ----------------------------------------- | ------ | ------------ |
| 1       | NZ Endeavour         | Nova Zelanda      | Grant Dalton (NZ)                         | Maxi   | 120 d 5 h    |
| 2       | Yamaha               | Japó/Nova Zelanda | Ross Field (NZ)                           | W60    | 120 d 14 h   |
| 3       | Merit Cup            | Gran Bretanya     | Pierre Fehlmann (FR)                      | Maxi   | 121 d 2 h    |
| 4       | Intrum Justitia      | Europa            | Roger Nillson (SW) / Lawrie Smith (GB)    | W60    | 121 d 5 h    |
| 5       | Galicia 93 Pescanova | Espanya           | Javier de la Gandara (ES)                 | W60    | 122 d 6 h    |
| 6       | Winston              | Estats Units      | Dennis Conner (US) /Brad Butterworth (NZ) | W60    | 122 d 9 h    |
| 7       | La Poste             | França            | Éric Tabarly (FR)                         | Maxi   | 123 d 22 h   |
| 8       | Tokio                | Japó              | Chris Dickson (NZ)                        | W60    | 128 d 16 h   |
| 9       | Brooksfield          | Itàlia            | Guido Maisto (I)                          | W60    | 130 d 4 h    |
| 10      | Hetman Sahaidachny   | Ucraïna           | Eugene Platon (UK)                        | W60    | 135 d 23 h   |
| 11      | Reebok/Dolphin Youth | Gran Bretanya     | Mathew Humphries (GB)                     | W60    | 137 d 21 h   |
| 12      | Heineken             | Estats Units      | Dawn Riley (US)                           | W60    | 138 d 16 h   |
| 13      | Odessa               | Ucraïna           | Anatoly Verba (UK)                        | W60    | 158 d 4 h    |
| dnf     | Fortuna              | Espanya           | Lawrie Smith (GB)                         | Maxi   | no finalitzà |

### Whitbread 1997-1998
En aquesta edició tots els iots pertanyien a la classe W60 i s'adoptà una classificació per punts en lloc de l'antiga per temps. A més, s'augmentaren el nombre d'etapes fins a 9. Volvo patrocinà per primer cop la prova, la qual adoptà el nom Whitbread 'round the world race for the Volvo Trophy. Només hi prengueren part deu embarcacions.
| Etapa | Inici                         | Arribada                      | Vencedor       | Patró                 |
| ----- | ----------------------------- | ----------------------------- | -------------- | --------------------- |
| 1     | Southampton, Anglaterra       | Ciutat del Cap, Sud-àfrica    | EF Language    | Paul Cayard (USA)     |
| 2     | Ciutat del Cap, Sud-àfrica    | Fremantle, Austràlia          | Swedish Match  | Gunnar Krantz         |
| 3     | Fremantle, Austràlia          | Sydney, Austràlia             | EF Language    | Paul Cayard (USA)     |
| 4     | Sydney, Austràlia             | Auckland, Nova Zelanda        | Merit Cup      | Grant Dalton (NZ)     |
| 5     | Auckland, Nova Zelanda        | São Sebasitão, Brasil         | EF Language    | Paul Cayard (USA)     |
| 6     | São Sebasitão, Brasil         | Fort Lauderdale, Estats Units | Silk Cut       | Lawrie Smith (GB)     |
| 7     | Fort Lauderdale, Estats Units | Baltimore, Estats Units       | Brunel Sunergy | Roy Heiner (NL)       |
| 8     | Baltimore, Estats Units       | La Rochelle, França           | Toshiba        | Paul Standbridge (NZ) |
| 9     | La Rochelle, França           | Southampton, Anglaterra       | Merit Cup      | Grant Dalton (NZ)     |

La classificació final fou:
| Posició | Vaixell               | País          | Patró                                         | Punts |
| ------- | --------------------- | ------------- | --------------------------------------------- | ----- |
| 1       | EF Language           | Suècia        | Paul Cayard (USA)                             | 836   |
| 2       | Merit Cup             | Mònaco        | Grant Dalton (NZ)                             | 698   |
| 3       | Swedish Match         | Suècia        | Gunnar Krantz (S)                             | 689   |
| 4       | Innovation Kvaerner   | Noruega       | Knut Frostad (N)                              | 633   |
| 5       | Silk Cut              | Anglaterra    | Lawrie Smith (GBR)                            | 630   |
| 6       | Chessie Racing        | Estats Units  | George Collins / John Kostecki (USA)          | 613   |
| 7       | Toshiba               | Estats Units  | Dennis Conner (USA) / Paul Standbridge (NZ) * | 528   |
| 8       | Brunel Sunergy        | Països Baixos | Hans Bouscholte / Roy Heiner (NL)             | 415   |
| 9       | EF Education          | Suècia        | Christine Guillou (F)                         | 275   |
| dnf     | America's Challenge * | Estats Units  | Ross Field (NZ)                               | 58    |

* Toshiba fou patronejat originalment per Chris Dickson, essent acomiadat després de la primera etapa. Hans Bouscholte també fou reemplaçat per Roy Heiner. L'America's Challenge abandonà abans de començar la segona etapa per motius financers.

### Volvo Ocean Race 2001-2002

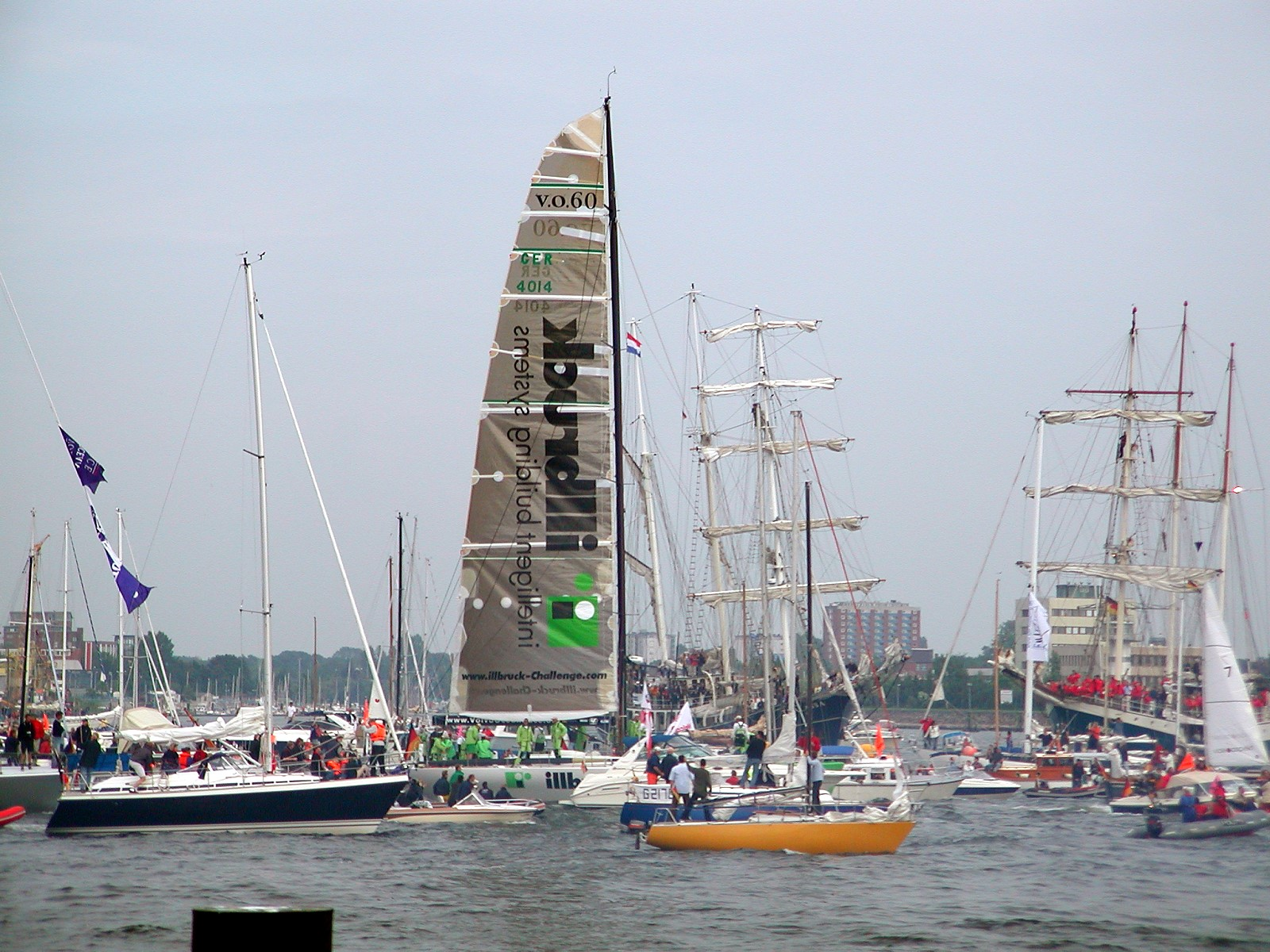
El iot illbruck al port de Kiel

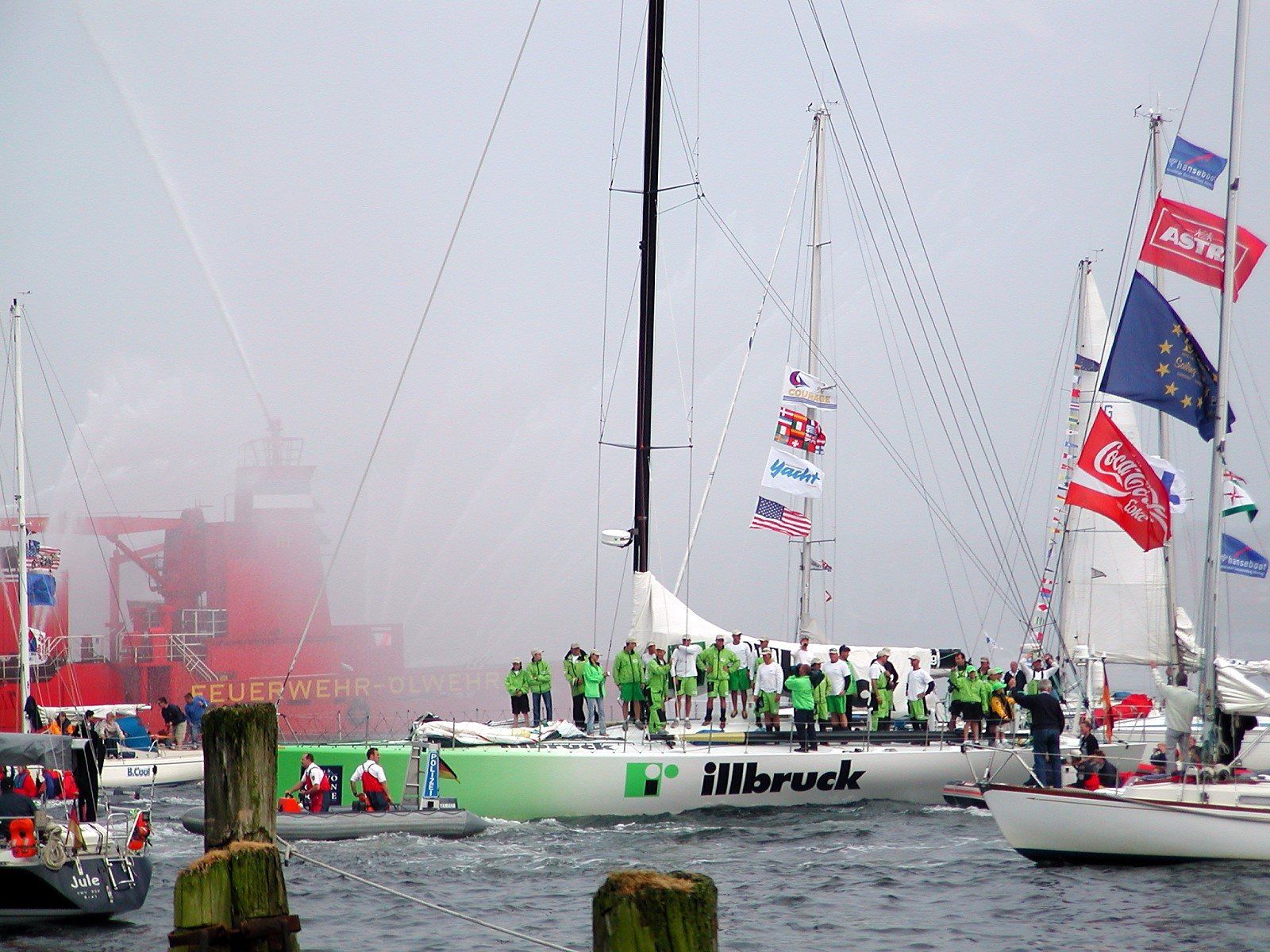
El vencedor illbruck al port de Kiel

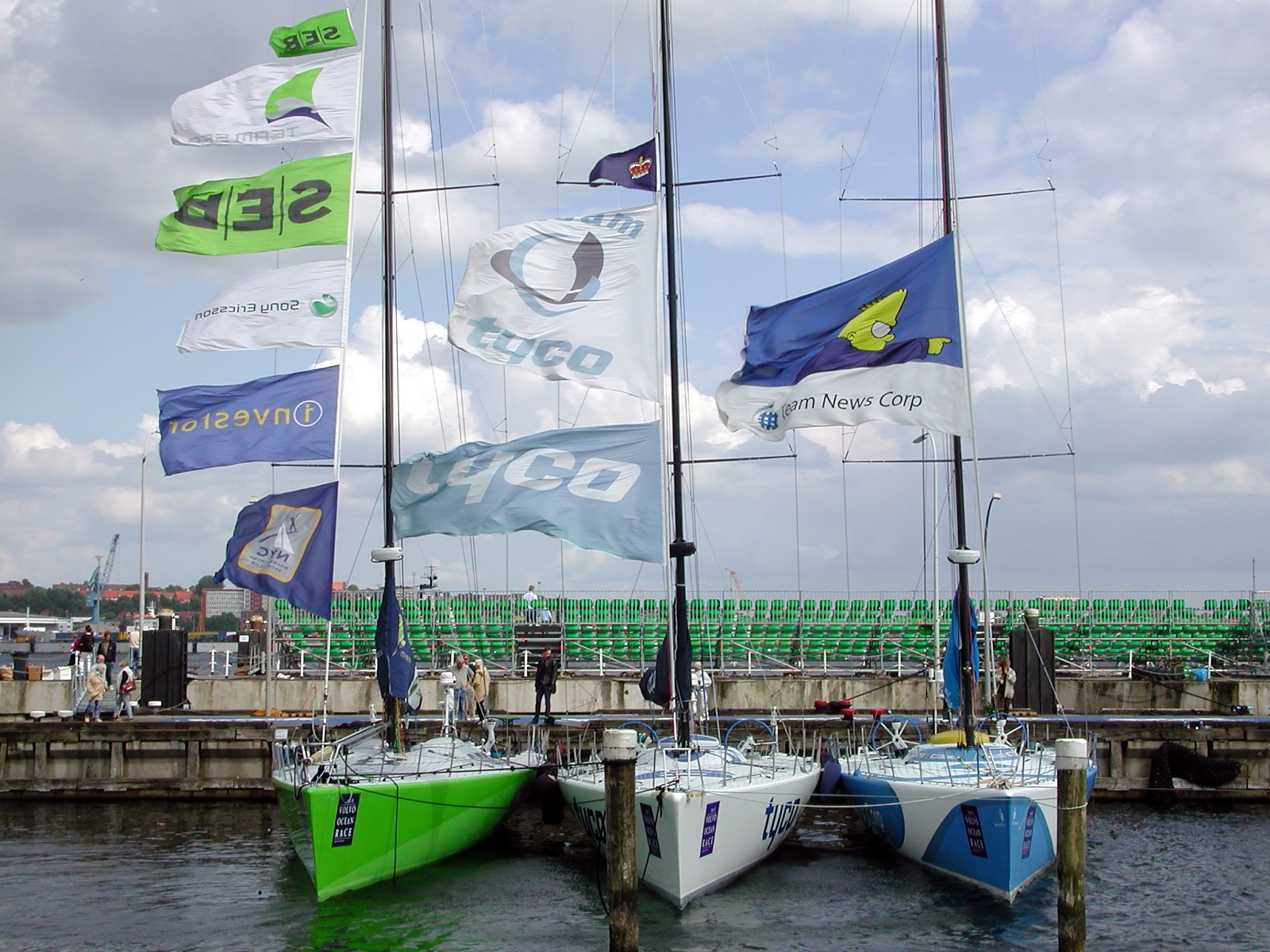
Iots SEB, Tyco i News Corp al port de Kiel

La temporada 2001-2002, el nom de la prova adoptà per primer cop el nom del patrocinador, Volvo, adoptant Volvo Ocean Race. Nous finals d'etapa van ser inclosos a Alemanya, França i Suècia, els principals mercats de l'empresa a Europa. També es modificà el sistema de puntuació per fer la prova més competitiva fins a la darrera etapa.
| Etapa | Inici                      | Arribada                   | Vencedor       |
| ----- | -------------------------- | -------------------------- | -------------- |
| 1     | Southampton, Anglaterra    | Ciutat del Cap, Sud-àfrica | Illbruck       |
| 2     | Ciutat del Cap, Sud-àfrica | Sydney, Austràlia          | Illbruck       |
| 3     | Sydney, Austràlia          | Hobart, Austràlia          | Assa Abloy     |
| 4     | Hobart, Austràlia          | Auckland, Nova Zelanda     | Assa Abloy     |
| 5     | Auckland, Nova Zelanda     | Rio de Janeiro, Brasil     | Illbruck       |
| 6     | Rio de Janeiro, Brasil     | Miami, Estats Units        | Assa Abloy     |
| 7     | Miami, Estats Units        | Baltimore, Estats Units    | Team News Corp |
| 8     | Baltimore, Estats Units    | La Rochelle, França        | Illbruck       |
| 9     | La Rochelle, França        | Goteborg, Suècia           | Assa Abloy     |
| 10    | Goteborg, Suècia           | Kiel, Alemanya             | Djuice Dragons |

A l'etapa tercera, els iots s'uniren a la clàssica Regata Sydney Hobart que s'inicia el dia de Sant Esteve.

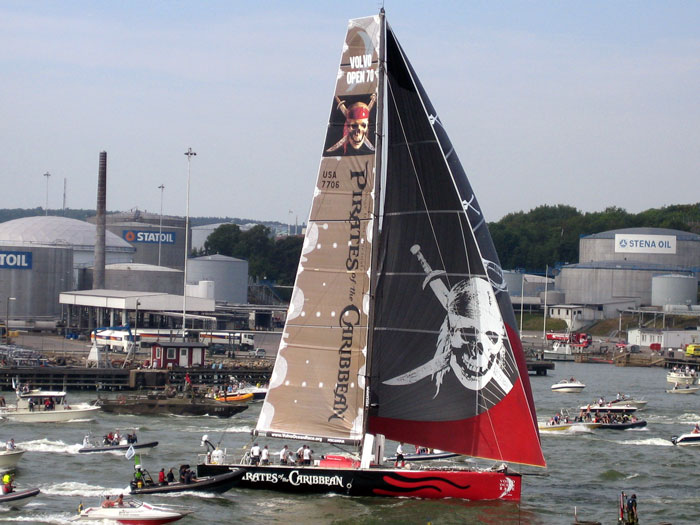
Pirates of the Caribbean a l'arribada al pont d'Älvsborg a Goteborg.

La classificació final fou:
| Posició | Vaixell            | País         | Patró                 | Punts |
| ------- | ------------------ | ------------ | --------------------- | ----- |
| 1       | Illbruck Challenge | Alemanya     | John Kostecki (USA)   | 61    |
| 2       | ASSA ABLOY         | Suècia       | Neal Mcdonald (GB)    | 55    |
| 3       | Amer Sports One    | Estats Units | Grant Dalton (NZ)     | 44    |
| 4       | Team Tyco          | Bermuda      | Kevin Shoebridge (NZ) | 42    |
| 5       | News Corp          | Austràlia    | Jez Fanstone (Aus)    | 41    |
| 6       | Djuice Dragons     | Noruega      | Knut Frostad (N)      | 33    |
| 7       | Team SEB           | Suècia       | Gunnar Krantz (S)     | 32    |
| 8       | Amer Sports Too    | Estats Units | Lisa McDonald (US)    | 16    |

### Volvo Ocean Race 2005-2006
El 2005-2006, la cursa s'inicià per primer cop fora del Regne Unit. També s'usà un nou tipus de vaixell, el Volvo Open 70.
La cursa, de 31.000 milles nàutiques (57.000 km) de distància i vuit mesos de durada, fou dividida en nou etapes. El primer classificat de cada etapa obtenia 7 punts, el segon 6, etc. A més, la competició tenia petites curses d'un dia als voltants dels ports d'arribada. El primer d'aquestes curses obtenia 3.5 punts, el segon 3, etc. També es puntuaren uns passos intermedis en algunes etapes, anomenats gates, amb 3.5 punts, etc. Aquestes competicions suposaven el 20 per cent de la puntuació total de la cursa. A la setena etapa hi va morir Hans Horrevoets, neerlandès del vaixell ABN AMRO TWO. Un accident en el vaixell espanyol Movistar provocà que la tripulació abandonés el iot el 20 de maig de 2006.
| Etapa | Inici                                 | Arribada                               | milles nàutiques | Vencedor                 |
| ----- | ------------------------------------- | -------------------------------------- | ---------------- | ------------------------ |
| 1     | Vigo, Galícia, Espanya - 12-11-2005   | Ciutat del Cap, Sud-àfrica - 2-12-2005 | 6,400            | ABN AMRO ONE             |
| 2     | Ciutat del Cap, Sud-àfrica - 2-1-2006 | Melbourne, Austràlia - 16-1-2006       | 6,100            | ABN AMRO ONE             |
| 3     | Melbourne, Austràlia - 12-2-2006      | Wellington, Nova Zelanda - 16-2-2006   | 1,450            | movistar                 |
| 4     | Wellington, Nova Zelanda - 19-2-2006  | Rio de Janeiro, Brasil - 7-3-2006      | 6,700            | ABN AMRO ONE             |
| 5     | Rio de Janeiro, Brasil - 2-4-2006     | Baltimore/Annapolis, EUA - 17-4-2006   | 5,000            | ABN AMRO ONE             |
| 6     | Baltimore/Annapolis, EUA - 2-5-2006   | Nova York, EUA - 8-5-2006              | 400              | ABN AMRO ONE             |
| 7     | Nova York, EUA - 11-5-2006            | Portsmouth, Anglaterra - 19-5-2006     | 3,200            | ABN AMRO ONE             |
| 8     | Portsmouth, Anglaterra - 2-6-2006     | Rotterdam, Països Baixos - 7-6-2006    | 1,500            | Brasil 1                 |
| 9     | Rotterdam, Països Baixos - 15-6-2006  | Goteborg, Suècia - 17-6-2006           | 500              | Pirates of the Caribbean |

| Curses a port               | Data                | Vencedor             |
| --------------------------- | ------------------- | -------------------- |
| Sanxenxo (Galícia)          | 5 de novembre 2005  | Ericsson Racing Team |
| Ciutat del Cap (Sud-àfrica) | 26 de desembre 2005 | ABN AMRO ONE         |
| Melbourne (Austràlia)       | 4 de febrer 2006    | ABN AMRO ONE         |
| Rio de Janeiro (Brasil)     | 25 de març 2006     | ABN AMRO ONE         |
| Baltimore/Annapolis (EUA)   | 29 d'abril 2006     | movistar             |
| Portsmouth (Anglaterra)     | 29 de maig 2006     | ABN AMRO ONE         |
| Rotterdam (Països Baixos)   | 11 de juny 2006     | ABN AMRO ONE         |

| Passos intermedis (gates) | Data                | Vencedor     |
| ------------------------- | ------------------- | ------------ |
| Fernando de Noronha       | 21 de novembre 2005 | ABN AMRO ONE |
| Illes Kerguelen           | gener 2006          | ABN AMRO ONE |
| Illa Eclipse              | 16 de gener 2006    | ABN AMRO ONE |
| Cap d'Hornos              | 2 de març 2006      | ABN AMRO ONE |
| Fernando de Noronha       | abril 2006          | movistar     |
| Lizard Point              | maig 2006           | ABN AMRO ONE |

La classificació final fou:
| Vaixell                  | País          | Dissenyador       | Constructor   | Patró            | Punts totals |
| ------------------------ | ------------- | ----------------- | ------------- | ---------------- | ------------ |
| ABN AMRO ONE             | Països Baixos | Juan Kouyoumdjian | Killian Bushe | Mike Sanderson   | 96.0         |
| ABN AMRO TWO             | Països Baixos | Juan Kouyoumdjian | Killian Bushe | Sebastien Josse  | 58.5         |
| Pirates of the Caribbean | Estats Units  | Bruce Farr        | Green Marine  | Paul Cayard      | 73.0         |
| movistar                 | Espanya       | Bruce Farr        | Boatspeed     | Bouwe Bekking    | 48.0         |
| Brasil 1                 | Brasil        | Bruce Farr        | ML Boatworks  | Torben Grael     | 67.0         |
| Ericsson Racing Team     | Suècia        | Bruce Farr        | Green Marine  | Neal MacDonald   | 55.0         |
| Brunel                   | Austràlia     | Don Jones         | Hart Marine   | Grant Wharington | 15.5         |

### Volvo Ocean Race 2008-2009
El 17 de juny del 2006, s'anuncià la pròxima edició de la cursa que sortirà de la ciutat d'Alacant, País Valencià, a finals del 2008.